# Polyplectropus bradleyi
Polyplectropus bradleyi är en nattsländeart som beskrevs av Douglas E. Kimmins 1957. Polyplectropus bradleyi ingår i släktet Polyplectropus och familjen fångstnätnattsländor. Inga underarter finns listade i Catalogue of Life.